# Erik Hedén

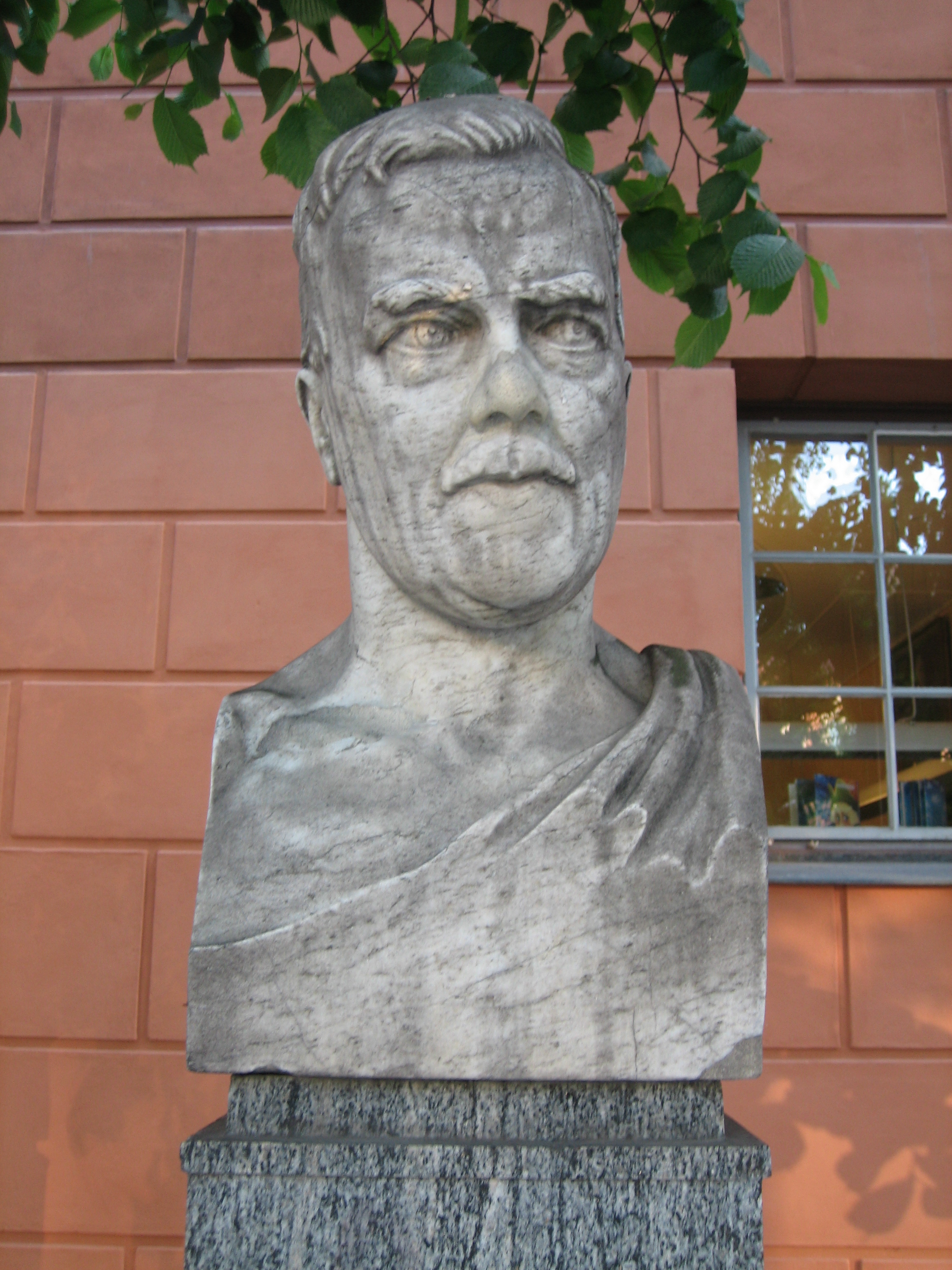
Byst föreställande Erik Hedén, placerad utanför Stockholms stadsbibliotek. Bysten är gjord av Carl Eldh 1931.

Abraham Karl Erik Hedén, född den 7 juli 1875 i Maria Magdalena församling i Stockholm, död den 23 oktober 1925 i Engelbrekts församling i Stockholm, var en svensk litteraturhistoriker, litteraturkritiker och författare. Han var bror till Sven Hedén och gift med Eva Hedén.

## Biografi
Erik Hedén var son till kyrkoherden Carl Oskar Hedén. Efter mogenhetsexamen i Stockholm 1893 inskrevs han samma år vid Uppsala universitet där han kom att intressera sig för litteratur, politik och folkbildning. 1897 blev han filosofie kandidat, 1909 filosofie licentat och disputerade 1912. I Uppsala arbetade han 1902–1905 som korrespondent för Svenska Dagbladet och rekryterades sedan han 1910 återflyttat till Stockholm av Social-Demokratens redaktion som utrikes- och kulturchef, vilket han var fram till 1917 och åter efter 1919 samtidigt som han var aktiv i Folkets Dagblad Politiken. År 1910 invaldes han också i Samfundet de nio. Han disputerade för filosofie doktorsgrad 1912 i Uppsala med avhandlingen Homerische Götterstudien. Efter 1913 var han socialdemokratins främsta språkrör i kulturfrågor. Hedén drogs under första världskriget in i den så kallade förräderiprocessen 1916 efter ha varit kraftigt kritisk mot den tyskvänliga aktivismen. Hedén utgav bland annat Henrik Ibsens senaste diktning (1906), Eros och Polemos (1916), Eros och Homeros (1917), Strindberg, liv och diktning (1921) och en översättning av Aisopos' Fabler (1919). Han lämnade också en mängd bidrag till diverse tidningar och tidskrifter. Efter hans död utgavs fem band valda skrifter inklusive en längre Strindbergbiografi. Makarna Hedén är begravda på Norra begravningsplatsen utanför Stockholm.